# 齐玉红
齐玉红（1989年8月25日—）是一位中国女子射箭運動員。 

## 生平
齐玉红2004年进入闵行区少体校练习射箭项目。同年齐玉红入選上海市射箭队二线，2007年进入上海市射箭队一线。她曾於2014年射箭世界杯上奪得女子团体银牌，2015年亞洲射箭錦標賽上奪得铜牌，並且在2016年夏季奧林匹克運動會反曲弓个人赛中进入16强。 